# Тадж, Мехди
Мехди́ Тадж (20 января 1960 года; Исфахан, Иран) — иранский футбольный функционер, общественный деятель и журналист, с 7 мая 2016 года президент Федерации футбола Исламской Республики Иран.
Родился 20 января 1960 года в Исфахане. Окончил Тегеранский университет. С 1991 по 2001 год являлся главным редактором иранской спортивной газеты «Джахан-э Варзеш» (Мир спорта). В 1992—1994 и 2002—2006 годах являлся секретарём совета правления в исфаханском футбольном клубе «Сепахан», а в 1994—1999 годах являлся президентом данного клуба .
В 2008—2012 годах занимал должность вице-президента Федерации футбола Ирана, в 2013—2016 годах являлся президентом Организации футбольных лиг Ирана. В мае 2016 года состоялись выборы президента Федерации футбола Ирана, в котором участвовал Мехди Тадж. Основным его соперником являлся действующий президент федерации — Али Кафашиан. Впоследствии выиграл выборы с 7 мая 2016 года является 34-м президентом федерации футбола своей страны . Одним из первых его шагов в качестве президента федерации стал возобновление проведения Суперкубка Ирана, а также планы для большего развития футбола в стране.